# Список эпизодов мультсериала «Самурай Джек»
Список эпизодов мультсериала Самурай Джек.

## Список серий в порядке их появления

### Сезон 1: 2001
| Название | Дата выхода     | Код серии | Римский номер эпизода |  |
| --- | --------------- | --------- | --------------------- |  |
| |                 |           |                       |  |
| Начало | 10 августа 2001 | 101       | I                     |  |
| XVI век. История мультфильма уводит зрителя в XVI век, в Японию. В начале века злой демон по имени Аку нападает на одно большое японское селение, уничтожая всё на своём пути. И тогда один молодой самурай попросил трёх мудрецов выковать волшебный меч, наделённый силами добра. Самурай сразился с Аку, который умел перевоплощаться в разных животных, и силы добра победили силы зла. Аку ушёл в горы и окаменел там, а молодой самурай стал предводителем всех самураев и ниндзя. Прошло восемь лет. Во время солнечного затмения, Аку снова восстал из камня. В это время самурай постарел, у него появился маленький сын. Аку снова нападает на те же селения, но на этот раз старому самураю не удалось взять волшебный меч, и он сдаётся, прося жену увезти малыша на обучение. Маленький самурай уплывает на корабле от мамы. Волшебный меч остаётся у матери. Самурай-сын странствует по всему миру, встречая искусных мастеров и многому обучаясь. С ними он обучается искусству верховой езды, ниндзюцу, дзюдо, греко-римской борьбе, кунг-фу и прочим единоборствам. И вот новый самурай возвращается на родину, которая уже полностью во власти злого Аку. Мама, постаревшая, отдаёт ему волшебный меч. Он освобождает отца и других узников. И храбро сражается с Аку. Сам демон Аку пытается перевоплощаться то в осьминога, то в скорпиона, то в жука, но он не может противостоять могучему самураю. И вот, когда юный самурай пытался нанести смертельный удар, Аку применил хитрость: он открыл временной портал над Самураем, отправив его на много тысяч лет вперед. Самурай попадает в необыкновенное будущее, весь мир в котором принадлежит Аку. |                 |           |                       |  |
| |                 |           |                       |  |
| Самурай по имени Джек | 10 августа 2001 | 102       | II                    |  |
| После событий, описанных в первом эпизоде, прошло много веков. По воле Коварного Аку храбрый самурай попал в будущее с XVI века на 2 000 лет вперед. Сначала он упал на летающие машины (пародия на Пятый элемент). В этих машинах сидели роботы-убийцы, и они хотели уничтожить самурая. Тогда самурай сам уничтожил несколько машин, упал на землю и не разбился, прыгая по машинам. Это увидели местные подростки, восхитились и дали самураю прозвище — Джек. Самурай Джек пошёл в местный паб и заметил, как всё изменилось в мире. Он встретил на своём пути много отвратительных тварей и чудовищ, которых ему пришлось убить. Но здесь он нашёл себе новых друзей — говорящих собак-археологов, которые добывали драгоценные кристаллы по велению Аку и узнавали много нового о своей родословной и истории собак древности, ведя самостоятельные раскопки. Джек очень понравился им, и они решили рассказать ему правду: Через 2 000 лет после исчезновения юного самурая Аку завладел всем миром. Но ему мало было одной планеты — он хотел повелевать вселенной, потому сотрудничал с контрабандистами с разных звёзд и галактик, чтобы захватить эти звёзды и галактики. Появлялись новые чудовища и мерзкие твари, которые заправляли многими учреждениями, а добрые существа, как собаки, друзья человека, или сами люди, работали с утра до ночи и с ночи до утра. Тогда Джек прилетел с собаками на звездолёте туда, где собаки работали на карьерах добычи драгоценного кристалла и постоянно мучились от гнёта Аку. Джек поставил себе задачу: защитить и освободить собак будущего.                                                                       |                 |           |                       |  |
| |                 |           |                       |  |
| Первый бой | 10 августа 2001 | 103       | III                   |  |
| Когда Джек согласился спасти собак-археологов, подданная Аку (официантка бара, где самурай столкнулся с псами-археологами) подслушала их разговор и рассказала всё Аку. Тогда повелитель зла Аку решил наслать на собак и Джека огромные полчища жуков-роботов (жукоботов). Но Джек не испугался: вместе с Ротти, Дрейфусом и Огюстом они создали свою армию и оружие для уничтожения жуков. Эти оружия были сделаны из острого красного кристалла, который собаки добывали для Аку. И вот Джека одели в доспехи, дали ему флаг и оружие и отправили сражаться с жуками. Джек отличался особым умом и знал, что роботы не настолько умны, как кажутся. Куда бы Джек не пошёл, везде были ловушки для роботов. И так тысячи роботов были сокращены до сотен. Но вот ловушки кончились. И Джеку пришлось пустить в ход меч отца. Он выпустил на жуков всю свою ярость, гнев и силу. Даже когда он испачкался в масле с ног до головы, он не перестал драться, и порубил всех жуков на куски. Такой битвы у него никогда не было. И он поднял гордо флаг, где был начертан знак самурая и следы лап собак. Собаки предложили ему остаться, но Джек лишь поблагодарил их и сказал, что у него свой путь, и что он должен сам истребить нечисть, если не в прошлом, то в будущем… Таким образом он стал странствовать по миру, надеясь вернуться назад. |                 |           |                       |  |
| |                 |           |                       |  |
| Джек, Вулли и Критчиллайты | 13 августа 2001 | 104       | IV                    |  |
| Обречённый скитаться в злом мире будущего, созданного злым демоном Аку, самурай Джек повстречался с диким животным. Он поймал его, позже оказалось, что этот зверь является вулли, а их хозяева — инопланетные обезьяны, именующие себя критчиллайтами. Критчиллайты поблагодарили Джека и привезли его в заброшенный старый город. По дороге главарь вулли рассказал Джеку, что вулли основали этот город много тысячелетий назад, но на них «напало» племя критчиллайтов, которые «использовали высокие технологии для того, чтобы заставить их себе повиноваться». Сам Джек увидел, что все вулли очень грустные, и критчиллайты их постоянно бьют электрическим током, чтобы они работали. И глубокой ночью Джек освободил наказанного вулли, которого поймал. вулли привёл Джека в загон, куда критчиллайты отправляли всех вулли ночью. Он приказал Джеку подняться на башню, где сидел самый-самый старейший из вулли, который остался в живых. Вулли-мудрец был самым главным, он рассказал Джеку правду. На самом деле вулли были самыми добрыми животными, и жили они ещё до того, как Аку захватил мир. Город они построили сами и не представляли никакого зла для окружающих. Но после появления Аку на землю прилетели пришельцы-критчилайты, маленькие, глупые, слабые, но беспощадные и злые, они поработили вулли лишь с помощью высоких технологий. Джек помог вулли избавиться от критчилайтов: он уничтожил шар на башне, который манипулировал вулли. Критчилайты поняли, что бессильны и улетели в космос. Вулли-мудрец решил помочь Джеку, и он указал Джеку идти на север, там он найдёт то, что ищет.                                               |                 |           |                       |  |
| |                 |           |                       |  |
| Джек в космосе | 27 августа 2001 | 105       | V                     |  |
| Джек по дороге встречает учёных, которые строят космический корабль, чтобы сбежать от Аку. Они соглашаются помочь Джеку вернуться в прошлое, если он поможет им сразиться с отрядом роботов Аку. Самурай Джек спасает учёных-космонавтов от пришедших уничтожить их роботов-богомолов в космосе, но не успевает отправиться в прошлое с помощью корабля ученых. |                 |           |                       |  |
| |                 |           |                       |  |
| Джек и женщина-воин | 19 ноября 2001  | 106       | VI                    |  |
| Джек ищет магический камень, о котором ему рассказывали Вулли и который поможет ему вернуться в прошлое. Джек добрался до какого-то восточного города и там он нашёл хозяина лавки, который был знаком с Вулли и знал где находится этот камень. Но тут в лавку пришли приспешники Аку, которые начали сражаться с самураем. Там же Джек встречает женщину-воина по имени Айкра, тоже ищущую этот камень. Она помогает сразиться с роботами Аку и вместе с самураем убегает от приспешников Аку. Айкра рассказала самураю, что её отец был заточён злобным Аку в огненное кольцо за то, что тот боролся с ним. Как только Айкра и Джек добрались через препятствия до этого камня, Айкра разбила камень, и оказалось, что она — Аку. Аку в очередной раз обманул самурая. |                 |           |                       |  |
| |                 |           |                       |  |
| Джек и три слепых лучника | 20 августа 2001 | 107       | VII                   |  |
| Воин вместе с роботами-солдатами пытались захватить башню с источником царя Отрика, который может исполнить одно самое заветное желание, но этого не удалось сделать из-за охраняющих крепость слепых лучников, которые уничтожили своими стрелами целую армию. Зимой того же года, воин в баре начал рассказывать эту историю, произошедшую осенью. Эту историю услышал самурай Джек и сразу отправился на остров. Оказалось, что эти три слепых лучника стреляют при возникновении любого шороха или шага. Тут самурай вспомнил то, чему его учили, и сразу же побежал сражаться с тремя лучниками, которые по ушкам немного напоминают кенгуру. Самурай сумел добраться на верх башни и одолел лучников. В лучников попали их же стрелы и оказалось, что это обычные люди. Самурай решил попросить желание у источника, чтобы он вернул его в прошлое для победы над Аку, но лучники остановили самурая, рассказав историю о том, как они нашли этот источник, и, что он с ними сделал. Они рассказали, что долго искали источник, что он сделал их великими воинами и за это лишил зрения, разума и сделал их своими рабами и стражами. Услышав эту историю самурай разгневался на источник и уничтожил его… В итоге самурай освободил трёх лучников от тьмы источника. Примечание: лучники вернутся в 5 сезоне чтобы помочь Джеку в финальной битве с Аку в 10 серии. |                 |           |                       |  |
| |                 |           |                       |  |
| Джек против безумного Джека | 15 октября 2001 | 108       | VIII                  |  |
| После того, как ни один из воинов не сумел остановить Джека, Аку создаёт духа из пылающей ненависти Джека для очередной попытки уничтожить самурая. В итоге дух погибает, когда Джек избавляется от своих ненависти и гнева. |                 |           |                       |  |
| |                 |           |                       |  |
| Джек под водой | 3 сентября 2001 | 109       | IX                    |  |
| Джек услышал в кафе-забегаловке рассказ старого моряка о том, как моряк нашёл машину времени у морских обитателей трицеракуинов. Самурай отправился в город трицеракуинов, но старый моряк сказал, что на это пойдёт лишь храбрец. Самурай переплыл все преграды и попал в подводный город трицеракуинов, которые его радостно приняли и накормили своей едой. Трицеракуины рассказали, что их город был на поверхности океана до появления Аку и что они вели торговлю с жителями суши. После пира самурай поспешил отправиться к машине времени, но это оказалось ловушкой: вдруг появился Аку. Трицеракуины объяснили свой подлый поступок тем, что им нужно, чтобы Аку освободил их город из глубин океана. Аку своего обещания не сдержал и трицеракуинам пришлось отстаивать боем своё право на жизнь на поверхности океана. Они решили освободить самурая из проткнутого Аку воздушного шара, чтоб тот не захлебнулся, и самурай сразился с Аку. Аку сбежал и самурай освободил их город из глубин океана. Трицеракуины попросили прощения и самурай простил их, потому что даже добрые сердца становятся злыми в руках Аку. В благодарность трицеракуины дали самураю с собой много суши. Примечание: трицеракуины вернутся в 5 сезоне чтобы помочь Джеку в финальной битве с Аку в 10 серии. |                 |           |                       |  |
| |                 |           |                       |  |
| Джек и лавовый монстр | 5 ноября 2001   | 110       | X                     |  |
| Джек слышит таинственный голос и пытается найти его источник. После прохождения горных ловушек он был вызван на бой древним лавовым монстром. Монстр рассказал, что он жил во времени самурая Джека на месте, где самурай его встретил, и был скандинавским воином и царём этих земель. Этот воин жил очень хорошо, у него были друзья, семья и верный пёс, но вскоре появился Аку и сжёг дорогое ему царство. Воин пошёл в схватку с Аку, но Аку не убил его, участь оказалась страшнее смерти. Аку заточил воина в камень, лишив его права умереть достойно. Вскоре Аку вернулся и ради забавы забросил воина в глубину вулкана, где через тысячи лет воин встретился с самураем Джеком в виде лавового монстра. Выслушав историю воина, Джек сразился с ним и этим освободил воина от заклятия Аку. Воин снова стал человеком, сразу же стал стариком и умер. Перед смертью воин попросил самурая Джека положить на него меч и после этого отправился в Вальгаллу покоиться с остальными великими воинами. |                 |           |                       |  |
| |                 |           |                       |  |
| Джек и Шотландец, Часть 1 | 29 октября 2001 | 111       | XI                    |  |
| Джек встречает Шотландца на подвесном мосту через болото, обоих преследуют роботы-аллигаторы на тяжеловооружённых механических машин. Сначала Джек сражается с Шотландцем, но позже у них появляется общая проблема, и приходится действовать сообща. |                 |           |                       |  |
| |                 |           |                       |  |
| Джек и гангстеры | 26 ноября 2001  | 112       | XII                   |  |
| Джек присоединяется к группе гангстеров и соглашается помочь им украсть кристалл (камень Нептуна), дающий власть над всей водой мира. Гангстеры рассказали, что в глубокой древности Аку пытался захватить этот камень, чтобы зло правило миром, но древние духи Земля, Ветер и Огонь не дали ему это сделать. Разумеется, если Аку не смог украсть этот камень, то и никто не пытался это сделать. Джек достал этот камень, отправился с гангстерами к Аку и начал сражаться с ним. Прежде чем Джек мог нанести уничтожительный удар, гангстеры стукнули Джека по голове. Когда Джек очнулся, замок Аку испарился, и он оказался в офисе у гангстеров. Джек стал уговаривать везти его к Аку назад, но они не смогли его отправить обратно из-за исчезновения замка Аку. Камень Аку они не отдали, потому что Громила засунул его в шляпу во время драки Аку и Джека. Джек сказал свою настоящую цель присоединения к ним. После этого Джек оставил гангстерам камень, а те стали продавать воду, используя его. |                 |           |                       |  |
| |                 |           |                       |  |
| Сказки Аку | 3 декабря 2001  | 113       | XIII                  |  |
| Аку случайно увидел через свой экран, как дети передразнивают его и насмехаются над ним. Разумеется, Аку это разочаровало и взбесило, потому что он много веков держал в страхе весь мир. Единственное, что утешило Аку, что старики ещё боятся и уважают всемогущего Аку. Аку решил рассказать этим детям сказку о своём «появлении» и красной шапочке в виде Аку. Детям от этого радостнее не стало, но рассказ сказок Аку оценили хорошо, правда они попросили рассказать о самурае Джеке. Аку согласился рассказать о самурае, но он начал рассказывать сказку о «Джеке и трёх медведях», «О Джеке и трёх поросятах» и так далее, где показал самурая отрицательным персонажем.. В итоге дети его достали, и он сказал последнюю фразу: «Довольно, вот вам самая правдивая история: Жили-были могучий всесильный колдун и жалкий маленький самурай…и колдун убил самурая. Конец!!!». Как только Аку улетел, дети придумали свою хорошую и добрую сказку о Джеке. |                 |           |                       |  |

### Сезон 2: 2002
| |                  |              |                       |  |
| Название | Дата выхода      | Код продукта | Римский номер эпизода |  |
| Джек учится хорошо прыгать | 1 марта 2002     | 201          | XIV                   |  |
| Джек помогает миролюбивой стае обезьян защищать себя, взамен они обучают его хорошо прыгать. Примечание: обезьяны вернутся в 5 сезоне чтобы помочь Джеку в финальной битве с Аку в 10 серии. |                  |              |                       |  |
| |                  |              |                       |  |
| Истории Джека | 8 марта 2002     | 202          | XV                    |  |
| Три коротких истории из жизни Джека: о двухголовом черве-маге, о семье, которая ест металл, и о фее, пленнице Гаргоэля.                                                                      |                  |              |                       |  |
| |                  |              |                       |  |
| Джек и шлепок в ответ | 15 марта 2002    | 203          | XVI                   |  |
| Джек должен защищать себя под Куполом Рока. |                  |              |                       |  |
| |                  |              |                       |  |
| Джек и Шотландец, Часть 2 | 22 марта 2002    | 204          | XVII                  |  |
| Шотландец просит у Джека помощи в освобождении своей похищенной жены. |                  |              |                       |  |
| |                  |              |                       |  |
| Джек и ультра-роботы | 29 марта 2002    | 205          | XVIII                 |  |
| После того как Джек находит несколько уничтоженных городов, он пытается остановить восьмерых ультра-роботов с помощью профессора, который создал их.                                         |                  |              |                       |  |
| |                  |              |                       |  |
| Джек вспоминает прошлое | 5 апреля 2002    | 206          | XIX                   |  |
| Джек находит свою Родину и предаётся воспоминаниям о своём детстве. |                  |              |                       |  |
| |                  |              |                       |  |
| Джек и монахи | 12 апреля 2002   | 207          | XX                    |  |
| Джек ищет истину, взбираясь на гору Фатум с тремя монахами. |                  |              |                       |  |
| |                  |              |                       |  |
| Джек и дракон | 6 сентября 2002  | 208          | XXI                   |  |
| Деревня переполнена вонью, исходящей из башни, расположенной на вершине горы недалеко от деревни. Джек находит дракона, страдающего серьёзным нарушением пищеварения.                        |                  |              |                       |  |
| |                  |              |                       |  |
| Джек против четырёх охотников | 13 сентября 2002 | 209          | XXII                  |  |
| Аку просит четырёх охотников с другой планеты поймать Джека. |                  |              |                       |  |
| |                  |              |                       |  |
| Джек против Демонго, собирателя душ | 20 сентября 2002 | 210          | XXIII                 |  |
| Джек сражается с Демонго и его армией сущностей убитых воинов. |                  |              |                       |  |
| |                  |              |                       |  |
| Голый Джек | 27 сентября 2002 | 211          | XXIV                  |  |
| Одежда Джека украдена и он преследует вора, пока сам не становится преследуемым. Серия является отсылкой к «Алисе в Стране чудес» Льюиса Кэролла                                             |                  |              |                       |  |
| |                  |              |                       |  |
| Джек и спартанцы | 4 октября 2002   | 212          | XXV                   |  |
| Джек, пройдя через ущелье в горе, встречает спартанцев и предлагает им свою помощь в войне пяти поколений. Примечание: спартанцы вернутся чтобы сразиться с Аку в 10 серии 5 сезона.         |                  |              |                       |  |
| |                  |              |                       |  |
| Сандалии Джека | 11 октября 2002  | 213          | XXVI                  |  |
| Шайка бандитов уничтожает сандалии Джека. Джек никак не может подобрать себе новую обувь. |                  |              |                       |  |

### Сезон 3: 2002—2003
| Название | Дата выхода     | Код продукта | Римский номер эпизода |  |
| --- | --------------- | ------------ | --------------------- |  |
| |                 |              |                       |  |
| Цыплёнок Джек | 18 октября 2002 | 301          | XXVII                 |  |
| Мстительный волшебник превращает Джека в петуха. Он должен выяснить, как возвратиться к нормальному виду. |                 |              |                       |  |
| |                 |              |                       |  |
| Джек и рейв | 1 ноября 2002   | 302          | XXVIII                |  |
| В одном из городов Джек обнаруживает, что все дети города были загипнотизированы музыкой Аку, которая играет в предместьях города, принуждая детей к насилию и держа их отдельно от их родителей. Примечание: «Молодёжное поколение музыки» вернутся в 5 сезоне чтобы помочь Джеку в финальной битве с Аку в 10 серии. |                 |              |                       |  |
| |                 |              |                       |  |
| Пара в поезде | 8 ноября 2002   | 303          | XXIX                  |  |
| Предпринявший путешествия на Старом поезде в стиле Дикого Запада, Джек преследуется наёмным убийцей, Захватом Изекиль. Джек избежал Захвата, но пойман бывшей женой Захвата — Жозефиной. |                 |              |                       |  |
| |                 |              |                       |  |
| Джек и зомби | 25 октября 2002 | 304          | XXX                   |  |
| Аку заманивает Джека на кладбище, насылая на него толпы мёртвых воинов, а Джек должен бороться против своего собственного меча — в руке Аку! |                 |              |                       |  |
| |                 |              |                       |  |
| Джек и скарабей | 22 ноября 2002  | 305          | XXXI                  |  |
| Аку освобождает воинов Сета. Только отдалённая память может спасти Джека, когда он сталкивается с воинами в устрашающем сражении. |                 |              |                       |  |
| |                 |              |                       |  |
| Джек и странствующие существа | 26 апреля 2003  | 306          | XXXII                 |  |
| Путь приводит Джека к таинственному озеру. Несколько существ ведут его к проходу во времени. Страж прохода почти убивает Джека, но смягчается — это ещё не время Джека. Примечание: В 5 сезоне 9 серии уникальный случай. Когда Страж не подпускал Джека к порталу, Страж сильно пожалел и при этом собственной жизнью. Аку пришёл к Стражу, победил его, убил Стража и уничтожил портал. Это означало что Страж сделал сильную ошибку, и не нашёл Джека на несколько лет позже. |                 |              |                       |  |
| |                 |              |                       |  |
| Джек и надоедливое существо | 3 мая 2003      | 307          | XXXIII                |  |
| Продвигаясь по своему пути, Джек встречает чрезмерно дружелюбное существо, которое мешает каждому его движению. Этот эпизод воздаёт должное персонажу «Тоторо» Хаяо Миядзаки. |                 |              |                       |  |
| |                 |              |                       |  |
| Джек и болотный волшебник | 10 мая 2003     | 308          | XXXIV                 |  |
| Джек встречает отшельника, который ведёт его к трём драгоценным камням титанов |                 |              |                       |  |
| |                 |              |                       |  |
| Джек и дом с привидениями | 17 мая 2003     | 309          | XXXV                  |  |
| Джек сталкивается со странным домом и должен освободить семью, пойманную в ловушку внутри. |                 |              |                       |  |
| |                 |              |                       |  |
| Джек, монахи и сын древнего мастера | 31 мая 2003     | 310          | XXXVI                 |  |
| Джек встречает скрытый храм Монахов Шаолиня, которые соглашаются помочь вести его к порталу во времени. |                 |              |                       |  |
| |                 |              |                       |  |
| Рождение зла, Часть 1 | 16 августа 2003 | 311          | XXXVII                |  |
| Эта эпическая история говорит, как Аку прибыл на землю, и как он пытался уничтожить молодого Джека и его отца. |                 |              |                       |  |
| |                 |              |                       |  |
| Рождение зла, Часть 2 | 16 августа 2003 | 312          | XXXVIII               |  |
| Продолжение истории (как сказано молодому Джеку в первой части) о том, как его отец побеждал Аку. |                 |              |                       |  |
| |                 |              |                       |  |
| Джек и лабиринт | 26 августа 2003 | 313          | XXXIX                 |  |
| Джек находит древний лабиринт, в центре которого находится волшебный алмаз, который мог отослать его назад в прошлое, но таинственный незнакомец, который также вошёл в лабиринт, нарушает его планы. Джек мерится силами с незнакомцем, в то время как они конкурируют: каждый пытается украсть этот волшебный алмаз. Эта серия — дань уважения к Дайсукэ Дзигэну — персонажу Lupin III.                                                                                        |                 |              |                       |  |

### Сезон 4: 2003—2004
| Название | Дата выхода      | Код продукта | Римский номер эпизода |  |
| --- | ---------------- | ------------ | --------------------- |  |
| |                  |              |                       |  |
| Джек против ниндзя | 14 июня 2003     | 401          | XL                    |  |
| Джек сражается с ниндзя, посланным Аку |                  |              |                       |  |
| |                  |              |                       |  |
| Робо-самурай против Мондо-бота | 21 июня 2003     | 402          | XLI                   |  |
| Джек попадает в город роботов Андромеду, где, используя статую великана-самурая, побеждает огромного робота. Примечание: роботы из Андромеды помогут Джеку в 5 сезоне 10 серии чтобы сразиться с Аку. |                  |              |                       |  |
| |                  |              |                       |  |
| Самурай против самурая | 28 июня 2003     | 403          | XLII                  |  |
| Джек встречается с человеком, пародирующим его, и преподаёт ему урок. |                  |              |                       |  |
| |                  |              |                       |  |
| Инфекция Аку | 5 ноября 2003    | 404          | XLIII                 |  |
| Джек случайно заражается инфекцией зла от Аку. |                  |              |                       |  |
| |                  |              |                       |  |
| Принцесса и охотники за головами | 12 ноября 2003   | 405          | XLIV                  |  |
| Группа сильнейших наёмников во главе с Принцессой готовят засаду на Самурая Джека. |                  |              |                       |  |
| |                  |              |                       |  |
| Шотландец спасает Джека, Часть 1 | 23 августа 2003  | 406          | XLV                   |  |
| Шотландец отправляется на поиски способа вернуть Джеку память. |                  |              |                       |  |
| |                  |              |                       |  |
| Шотландец спасает Джека, Часть 2 | 23 августа 2003  | 407          | XLVI                  |  |
| Завершение серии «Шотландец спасает Джека». |                  |              |                       |  |
| |                  |              |                       |  |
| Джек и летающие Принц и Принцесса | 19 ноября 2003   | 408          | XLVII                 |  |
| Джек спасает от Аку Принца и Принцессу. Отсылка к IV эпизоду «Звёздных войн» |                  |              |                       |  |
| |                  |              |                       |  |
| Джек против Аку | 24 ноября 2003   | 409          | XLVIII                |  |
| Аку решает сразиться с Джеком один на один. |                  |              |                       |  |
| |                  |              |                       |  |
| Четыре сезона смерти | 14 февраля 2004  | 410          | XLIX                  |  |
| Джек и попытки его убить в разные времена года. |                  |              |                       |  |
| |                  |              |                       |  |
| История X-49 | 25 сентября 2004 | 411          | L                     |  |
| История робота и его любви к собачке Лу-лу. |                  |              |                       |  |
| |                  |              |                       |  |
| Молодой Джек в Африке | 25 сентября 2004 | 412          | LI                    |  |
| История о молодости Джека в Африке. |                  |              |                       |  |
| |                  |              |                       |  |
| Джек и Ребёнок | 25 сентября 2004 | 413          | LII                   |  |
| Джек спасает от роботов-людоедов младенца и возвращает его матери. |                  |              |                       |  |

### Сезон 5: 2017
| Дата выхода | Код продукта | Римский номер эпизода |
| --- | ------------ | --------------------- |
| |              |                       |
| 11 марта 2017 | 501          | XCII                  |
| Прошло 50 лет. Но Джек не постарел. Как оказалось, он получил дар бессмертия от первого перемещения в мир будущего. У Джека больше нет меча, он его потерял. И об этом знает только он один. Джек сильно изменился внутри: он устал, он больше не рвётся в бой, и его разум граничит с безумием. Джек проходит мимо деревни, на которую напали, хотя раньше он непременно бы поспешил на помощь. Вскоре Джека начинают мучить видения его умерших родителей и людей, погибших под гнётом Аку. Все они призывают его на помощь и упрекают в том, что он не вернулся. Не в силах вынести это, Джек возвращается в разорённую деревню, чтобы помочь тем, кто выжил. Но выживших уже не осталось. Зато есть их убийца. Параллельно рассказывается история дочерей Аку. В храме секты поклонников Аку рождаются семь девочек-близняшек. Их нарекают дочерьми Аку и с малолетства тренируют для выполнения единственной миссии: уничтожить самурая Джека. |              |                       |
| |              |                       |
| 18 марта 2017 | 502          | XCIII                 |
| Дочери Аку застигли самурая врасплох и уничтожают все его оружие и доспехи. Самурай едва избегает смерти и убивает одну из дочерей Аку. Самурай в шоке от вида крови — он был уверен, что дочери Аку очередные киборги. Это первый человек, которого он убил. |              |                       |
| |              |                       |
| 25 марта 2017 | 503          | XCIV                  |
| Самурай Джек серьёзно ранен. Болеет не только его тело, но и разум. Он переживает из-за убийства дочери Аку. Теперь он знает, что остальные девушки тоже люди, а значит ему придётся снова проливать настоящую кровь. Самурай находит в себе силы, физические и душевные, чтобы принять бой с оставшимися дочерьми Аку. |              |                       |
| |              |                       |
| 8 апреля 2017 | 504          | XCV                   |
| Самурай Джек и яростно ненавидящая его Аши ищут выход из гигантского существа, которое их проглотило. Сможет ли Самурай показать Аши свет «истинного врага мира»? |              |                       |
| |              |                       |
| 15 апреля 2017 | 505          | XCVI                  |
| Собранная Шотландцем мятежная армия, состоящая из легионеров-танкистов, воинов на боевых носорогах и дочерей самого Шотландца, нападают на Башню Аку, но терпят поражение от контратаки демона. Тем временем, Самурай Джек с Аши покидают остров, где на другом материке самурай показывает и рассказывает Аши правду об Аку. Побывав на месте битвы в разрушенной деревне, Джек и Аши спасают от завала единственного инопланетного жителя, просящего о том, чтобы они спасли их порабощённых детей от чудовищного надзирателя — Доминатора, который держит их на своём заводе. Но после победы Аши над Доминатором, Джек, ошибочно подумав о массовом убийстве и гибели детей, уходит куда-то с таинственной фигурой в самурайском облачении на коне. |              |                       |
| |              |                       |
| 22 апреля 2017 | 506          | XCVII                 |
| Поиски пропавшего без вести Самурая Джека помогает Аши увидеть его положительные сдвиги и влияние на мир после встречи с многочисленными людьми и местами, где он изменил ситуацию в лучшую сторону. Сможет ли она спасти и переубедить от самоубийства Джека? Тем временем Скарамуш, от которого осталась одна голова, включается после последнего боя с Джеком в первой серии и спешит добраться до Аку, чтобы сообщить ему об утрате Джеком волшебной катаны. |              |                       |
| |              |                       |
| 29 апреля 2017 | 507          | XCVIII                |
| Джеку предстоит преодолеть серию опасных физических и духовных испытаний, чтобы вернуть свою катану, которая пропала в бездонной пропасти. Тем временем Аши ждёт возвращения из духовного мира Джека, защищая его от армии орков и от своей матери, Верховной жрицы. Тем временем Джек борется со своей яростью — Безумным Джеком и побеждает его, при этом его баланс восстановился и он был вознаграждён божествами возвращением его катаны, и они возвратили его к прежнему, молодому облику. |              |                       |
| |              |                       |
| 6 мая 2017 | 508          | XCIX                  |
| Растущие отношения между Джеком и Аши набирают оборот после того, как на них нападают гуманоидные тигры и когда за ними начало охотиться одно из самых смертоносных существ галактики — Лазарус 92. В конце концов между главными героями вспыхивает любовь. |              |                       |
| |              |                       |
| 13 мая 2017 | 509          | C                     |
| Наихудшие опасения Самурая Джека реализуется, когда он сталкивается лично с Аку. Демон делает шокирующее открытие об Аши — она является его дочерью. Аку контролирует и завладевает её телом, что ставит её в серьёзную опасность от катаны Джека. Аши просит Джека убить её и остановить Аку, но он не может заставить себя сделать это и сдаётся. Прежде чем Аши смогла нанести последний удар, Аку приказывает дочери остановиться. Он радостно завладевает самурайской катаной и заявляет, что Джек проиграл. |              |                       |
| |              |                       |
| 20 мая 2017 | 510          | CI                    |
| Самурай Джек побеждает Аку и вместе с Аши прыгает в портал времени. Они играют свадьбу, но на алтаре Аши исчезает, потому что не может существовать без Аку. Джек полный горя бродит на лошади по туманному лесу, в конце концов, останавливается возле цветущей вишни. В отчаянии он сидит под этим деревом, но на его руку садится божья коровка, которая символизирует Аши, туман рассеивается и Джек умиротворяется. Сериал подходит к концу. |              |                       |

## Хронология
История жизни Самурая Джека, Аку, а также хронологический порядок серий. Уничтожив Аку в прошлом, Джек изменил будущее, все произошедшие в дальнейшем события перестали существовать, начав существовать в альтернативной вселенной, и история жизни Джека и всех персонажей изменилась.
| Время                                                  | Эпизод             | Название                          | Описание |
| 65 миллионов лет до власти Аку                         | Эпизод XXXVII      | Рождение Зла. Часть 1             | После битвы в космосе богов против огромной тени, одна из её частей скрывается и падает на Землю во времена эпохи мелового периода. Падение послужило причиной вымирания всех динозавров. Образуется тёмный кратер. |
| 10 000 лет до власти Аку                               | Эпизод XXXVII      | Рождение Зла. Часть 1             | Тёмный кратер продолжает разрастаться во времена ледникового периода. |
| 28 лет до власти Аку                                   | Эпизод XXXVII      | Рождение Зла. Часть 1             | Демон Аку, освобождённый добрым императором, появился на Земле, уничтожая всё на своём пути. Жена императора в это время беременна самураем Джеком. |
| 28 лет до власти Аку                                   | Эпизод XXXVIII     | Рождение Зла. Часть 2             | Император получает от богов волшебный меч, выкованный из сил человеческого добра. Этим мечом он уничтожает Аку и оставляет его в заточении в земле. После битвы рождается сын императора. |
| 20 лет до власти Аку                                   | Эпизод I           | Начало                            | После солнечного затмения Аку вновь восстаёт из заточения и нападает на долину в Японии. Сыну императора в это время уже 8 лет. Император не смог победить Аку во второй раз. Императрица забирает волшебный меч и отправляет сына скитаться по миру, обучаться боевым искусствам. |
| 20-0 лет до власти Аку                                 | Эпизод LI и I      | Подготовка к решающей битве с Аку | Юного самурая готовят всем миром к битве с Аку. Во время своих странствий он посещает Азию, Африку, Египет, Грецию, Гренландию, Россию, Монголию, Китай и храм где-то между Китаем и Индией. |
| 0 лет до власти Аку                                    | Эпизод I           | Начало                            | 28-летний самурай возвращается домой. Аку завладевает долиной. Императрица вручает сыну волшебный меч. Самурай вступает в битву с Аку и побеждает, но прежде чем самурай наносит последний удар, Аку открывает портал времени и отправляет молодого самурая в будущее. На 2000 лет вперёд. |
| 2000 лет власти Аку                                    | Эпизод II          | Самурай, которого зовут Джеком    | Обманутый самурай попадает в будущее, где Аку правит всем миром. Самурай пытается адаптироваться в новом обществе и в итоге получает новое имя — Джек. |
| 2000 лет власти Аку                                    | Эпизод III         | Первая битва                      | Собаки-археологи просят Джека освободить их от власти Аку, после чего Аку насылает на Джека и собак-археологов роботов-жуков. Джек объединяется с собаками-археологами и уничтожает всех жукороботов. Собаки предложили ему стать их спутником, но Джек отказался, сказав, что найдёт Аку и уничтожит его.                                                                                      |
| 2000 лет власти Аку                                    | Эпизод XCVIII      | Утеря меча                        | Джек находит последний портал, который уничтожает Аку. Охваченный ненавистью, Джек в ярости нападает на демона, но убегающий Аку даёт Джеку «поиграться» с порабощёнными барашками, которых яростный самурай убивает. После битвы обрушивается стена, и Джек оборачивается и понимает, что его катана упала в бездонную яму, и он потерял её навсегда. Катана «отказывается» от своего хозяина. |
| 2050 лет власти Аку                                    | Эпизоды с XCII — C | Подготовка к финальная битве      | Джеку предстоит найти путь домой. |
| 2050 лет власти Аку                                    | Эпизод CI          | Финальная битва                   | Армия Сопротивления сражается с Аку, чтобы спасти Джека. Аши помогает Джеку вернуться обратно в прошлое. |
| 0 лет до власти Аку — несколько месяцев без власти Аку | Эпизоды CI и I     | Финал                             | Самурай из прошлого перемещается в будущее. Тем временем возвращается Самурай Джек из будущего с Аши, побеждает окончательно Аку из прошлого и устраивает свадьбу. Но из-за того, что Джек уничтожил Аку, Аши исчезает. |
| Несколько месяцев и дней без власти Аку                | Эпизод CI          | Эпилог                            | Самурай блуждает среди цветущей вишни в хандре, но, смирившись с утратой, начинает жить новой жизнью в своём краю в светлом будущем без гнёта Аку. |